# 中醫各家學說
中医各家学说是指中国历史上发展出的基于中国医学传统的，以研究、讨论中医学思想理论及临床经验为主的各类中医学学术流派及其学说。而事实上人们所说的各家学说，多指以《黄帝内经》为基础发展而成的学派及学说。

## 先秦至秦汉的学说
《礼记·曲礼》中记载远古时代主流的医学派别有三大家，并称之为“三世医学”，并称“医不三世，不服其药”。孔疏引用前人观点注解：“三世者，一曰《黄帝针灸》，二曰《神农本草》，三曰《素女脉决》（又曰《天子脉决》），此盖中国医学最古之派别也。”有学者认为“三世医学”理论对中医的发展影响深远，传承的途径是“其书之传于后者，若《灵枢经》则黄帝针灸一派也；若《本草经》则神农本草一派也；若《难经》则素女脉诀一派也。其传承派别，可以推见者，华元化为黄帝针灸一派，张仲景为神农本草一派，秦越人为素女脉诀一派。”但是学术界对于“三世医学”是否是最早的中医学派存在争议。
在流传于世的中医典籍中，《黄帝内经》由于整理先人积累的丰富的医疗经验，并将其发展成系统的医学理论，对中医学发展产生了深远的影响，《难经》亦以其阐发《黄帝内经》的疑难和要旨也为中医所推崇。但是这两部书也存在明显分歧之处。如《难经》对命门的解释是“肾两者，非皆肾也，其左者为肾，右者为命门。命门者，诸神精之所舍，原气之所系也。”而《黄帝内经》的观点则是“太阳根起于至阴，结于命门，名曰阴中之阳。”这说明先秦时期的医家已经对医学理论产生了不同的见解。
这时期名医辈出，同时一些名医有师承授受的关系。如《史记》记载扁鹊因师承长桑而学得医术，后又有子阳、子豹承其医术；太仓公淳于意师从公乘阳庆于公孙光，有弟子宋邑、高期、王禹等。这促进了医术的传承，也在客观上促进了医学流派的产生。
不同的理论观点，加上不同的师承关系，致使各种学说、思想纷纷出现。仅《汉书·艺文志》就记有医经七家，经方十一家，前者偏重于对医学理论的探讨，后者偏重于对临床实践的研究。

## 伤寒学派
伤寒学派，是以研究或阐发张仲景《伤寒论》的医学流派，又被称为经方派。主要关心《伤寒论》的辨证论治、理法方药思想。
东汉张仲景著作《伤寒杂病论》因三国时期战乱频繁而散佚不全，后来由于西晋太医令王叔和搜集整理成书《伤寒论》而得以流传。而此书以理法方药皆备、理论实际相结合而为中医学界所推崇，并引起了对该书的研究。人们把研究《伤寒论》的的辨证论治、理法方药并据此发表学说的医家称为“伤寒学派”。迄今有七百余家，相关伤寒著作千余种。代表人物有庞安时、朱肱、成无己、郭雍、方有执、柯琴等。
北宋庞安时在《伤寒总病论》中认为广义上的伤寒由外感“寒毒”所致，由于感受邪气的时间、地域、体质不同而产生伤寒、中风、风温、温病、湿病、暑病等不同证候。而其中的〈天行温病论〉中认为温病都由“异气”所致，但由于兼受四时的六淫邪气不同而病名有所不同，并认为温病的治法不同于伤寒，把温毒五大症与四时、五行、经络脏腑理论相结合辨证论治，这一理论影响到了后世的温病学派。朱肱著作《南阳活人书》将《伤寒论》中的三阴三阳与《黄帝内经》的足之六经相关联，以经脉的循行及生理特征解释三阴三阳病证的发生与传变过程；强调阴阳表里虚实是辨证伤寒的基础，尤其以阴阳为先；主张脉证合参；还以方类证，提出遣方用药需要随证灵活加减。成无己著作《注解伤寒论》特色是对《伤寒论》的内容进行全面注解，运用《黄帝内经》与《难经》的条文论证《伤寒论》的思想，使得张仲景的理论与中医传统思想密切联系；而《伤寒明理论》进一步辨别与分析《伤寒论》的主要形证的状态、疑似和机理。如在区别四逆于厥逆时着装分析了外感邪气传变时由热而温，到四逆，再到厥逆之过程及区别。郭雍《伤寒补亡论》利用唐宋诸家之说，对当时流传的《伤寒论》中一些有论无方的条文进行了补充。
明代方有执在《伤寒论条辨》中提出“错简重订”的主张，认为王叔和的编次违背了仲景的本意。方有执将张仲景的太阳病理论分成了“卫中风”“营伤寒”“营卫中风俱伤寒”三种理论，喻嘉言撰写《尚论篇》，将这一思想发展成“三纲鼎立”说。这在整个中医界引起了震动。部分医家赞成方有执等的学说并以此为基础发表学说，形成“错简重订派”，但另一些学者反对方有执的观点，认为王叔和保留了原貌，“不敢增减一字，移换一节”，人称“维护旧伦派”。
清代柯琴的《伤寒来苏集》反对错简重订派的主张，认为“三纲鼎立”说“埋没仲景心法”，也反对维护旧伦派的主张。认为辨证论治是《伤寒论》的核心思想，着重发挥辨证论治的思想，提出六经地面定位、三阴合病说。

## 金元四大家
金元四大家是指金、元兩代的劉完素、張從正、李東垣、朱丹溪四位醫家及其流派。
劉完素提倡火熱論，並重視針灸治法，臨床施治重視井穴、原穴。並喜用五腧穴，以火熱論指導針灸臨床，形成了以清熱瀉火爲基點的針灸學術思想，创制不少治疗伤寒热病方剂，人称“寒涼派”。張從正繼承劉完素學說，主張“治病重在驅邪，邪去則正安”，以“汗、吐、下”三法祛邪外出，被稱作“攻下派”。李東垣師從張元素，又親歷中原戰亂，主張“內傷脾胃，百病由生”，親創“補中益氣湯”、“龍膽瀉肝湯”等名方，有“補土派”之稱。朱丹溪親歷元末江南戰亂之苦，江南地土卑弱，氣候炎熱，濕熱相火為病甚多，而醫界盛行用辛燥之品治病，反而加重病情。朱氏用清滋之品，頗能見效，因就提倡養陰之法，即“陽常有餘，陰常不足”之論點，創立養陰派。

## 温病学派
温病学派是以研究或阐发“温病”的医学流派，主要关注温病的辨证论治、理法方药思想，同时注重辨析温病与伤寒的区别。代表人物有吴有性、余霖、叶天士、薛雪、吴塘等。
明朝崇祯年间，山东、浙江、河北、河南等地爆发疫病，当时很多医师以伤寒理论医治无效。吴有性认为此为温疫，提出疫病起源于戾气，从口鼻而入，病位半表半里，有九种传变路径。反对以伤寒之法治疗，主张“表里分治”。
清朝是温病学思想的发展形成阶段。余霖著书《疫疹一得》，提出疫疹起于淫热，侵袭于肺胃，因“胃为十二经之海”而传布十二经，注重从斑疹的形状、色泽来辨析病情，重用石膏，提出以清瘟败毒之法治疗。叶天士的学说见于《温热论》，他指出“温邪上受，首先犯肺”，创立卫气营血辨证方法，发展辨舌、验齿、辨斑疹等诊断方法。薛雪研究湿热病邪，认为湿热病邪多从口鼻而入，易损害脾胃，伏于膜原，将湿热病分为九种证型施治，说理透彻，立言允当，极尽变化，使湿热病不论有何变化皆有案可循。吴塘《温病条辨》结合卫气营血辨证创立温病三焦辨证方法，主张温病治则为清热养阴，提倡以辛凉、甘寒、甘咸之品救阴精。